# Pontebba
Pontebba (tysk:Pontafel; slovensk:Pontabelj/Tablja) er en nordøstitaliensk by og kommune i provinsen Udine i regionen Friuli-Venezia Giulia, byen har 1.284(2023) indbyggere.
Byen består egentlig af to dele. Det italienske Pontebba og det østrigske Pontafel. Byen dannede grænsen mellem de to lande indtil 1918, hvorefter grænsen flyttedes længere østpå ved Tarvisio.
1. 1 2  demo.istat.it (fra Wikidata).